# Centuries de Magdebourg

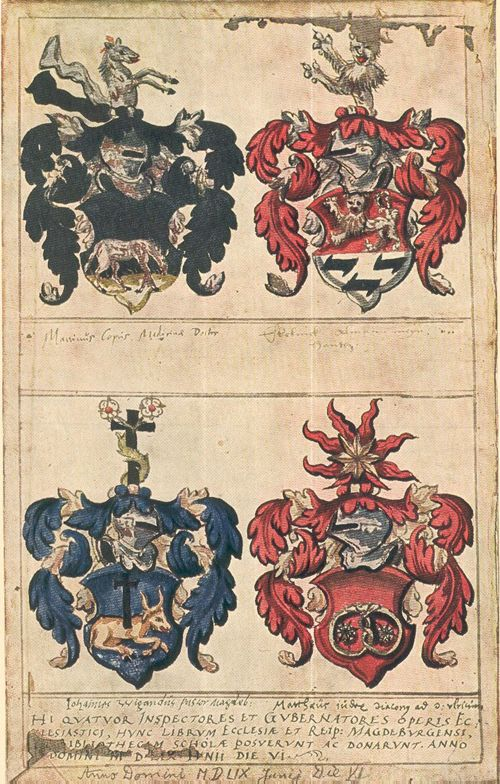
Ex libris d'une copie du Centuries

Le Centuries de Magdebourg est un ouvrage sur l'histoire de la religion chrétienne publié à Bâle de 1559 à 1574.

## Description
Il a été entrepris par des protestants de Magdebourg et est divisé en centuries ou siècles. Ses auteurs sont : 
- Matthias Flacius
- Johann Wigand
- Matthäus Judex
- Basile Faber
- Andreas Corvinus
- Thomas Holzhuter.

Ils se proposaient ainsi de montrer l'accord du protestantisme avec la foi des premiers chrétiens et de démontrer que l'église catholique s'en était éloignée. L'ouvrage s'arrête en 1300.
Cesare Baronio dans ses Annales s'évertue à le réfuter.

## Chapitres
- Hommage à la reine Elizabeth (3-12)
- Résumé des principaux événements du siècle (13)
- Propagation de l'Église: où et comment (13-35)
- La persécution et la paix de l'Église sous Dioclétien et Maximien (35-159)
- L'enseignement de l’Église et de son histoire (160-312)
- Les hérésies (312-406)
- Rites et cérémonies (406 -483)
- Discipline de l'Église et du gouvernement (483-582)
- Schismes et controverses (583-609)
- Conseils (609-880)
- Principaux évêques et des médecins (880-1337)
- Les grands hérétiques (1338-1403)
- Les martyrs (1403-1432)
- Miracles et événements miraculeux (1433-1456)
- Les relations politiques des Juifs (1456-1462)
- Des autres religions non chrétiennes (1462-1560)
- Changements politiques (1560-1574) 
  - Index scripturaire (8 colonnes)
    - Index général (92 pages de quatre colonnes)

## Rééditions
Publié en treize volumes à Bâle de 1559 à 1574, il est réédité de 1757 à 1765 en six volumes à Nuremberg.